# Biochemiczne zapotrzebowanie tlenu
Biochemiczne zapotrzebowanie tlenu (BZTn) – umowny wskaźnik określający biochemiczne zapotrzebowanie tlenu (mg/dm³, g/m³), czyli ilość tlenu wymaganą do utlenienia związków organicznych przez mikroorganizmy (bakterie aerobowe). Wartość tę uzyskuje się w wyniku pomiaru zużycia tlenu przez badaną próbkę wody lub ścieków w ciągu 5, 7 lub 20 dób (Oznaczając to odpowiedni BZT5, BZT7 lub BZT20). Pośrednio określa się w ten sposób stężenie substancji organicznej podatnej na biodegradację. BZTn jest wskaźnikiem czystości wody i jakości oczyszczanych ścieków: im wyższa wartość BZTn tym większe zanieczyszczenie (ilość związków organicznych). Z przyczyn praktycznych częściej stosowane jest BZT5 lub BZT7.